# Charles B. Griffith
Charles Byron Griffith (ur. 23 września 1930, zm. 28 września 2007) – urodzony w Chicago scenarzysta, aktor i reżyser filmowy. Syn Donny Dameral, gwiazdy radiowej z audycji Myrt and Marge oraz wnuk Myrtle Vail. Znany między innymi ze scenariuszy do takich filmów jak A Bucket of Blood (1959), Sklepik z horrorami (1960) i Wyścig śmierci 2000 (1975). Tworzył między innymi filmy fantastyczne.

## Śmierć
Zmarł na atak serca w 2007 w wieku 77 lat. Przeżyła go żona, Marmory James, córka Jessica Griffith oraz czwórka wnucząt.

## Filmografia
| Tytuł                                               | Rok  | Komentarz                          |
| --------------------------------------------------- | ---- | ---------------------------------- |
| It Conquered the World                              | 1956 | także aktor                        |
| Gunslinger                                          | 1956 | razem z Markiem Hanna              |
| Not of This Earth                                   | 1956 | razem z Markiem Hanna, także aktor |
| Flesh and the Spur                                  | 1956 | razem z Markiem Hanna              |
| The Undead                                          | 1956 | razem z Markiem Hanna              |
| Teenage Doll                                        | 1956 |                                    |
| Naked Paradise                                      | 1956 |                                    |
| Attack of the Crab Monsters                         | 1957 | także aktor                        |
| Rock All Night                                      | 1957 |                                    |
| Ghost of the China Sea                              | 1958 | także producent                    |
| Forbidden Island                                    | 1959 | także producent, reżyser           |
| Beast from Haunted Cave                             | 1958 |                                    |
| Ski Troop Attack                                    | 1959 |                                    |
| A Bucket of Blood                                   | 1959 |                                    |
| Sklepik z horrorami (ang. Little Shop of Horrors)   | 1960 | także aktor                        |
| The Troubled Giants                                 |      |                                    |
| Potwór z morza (ang. Creature from the Haunted Sea) | 1961 |                                    |
| Atlas                                               | 1962 | także aktor                        |
| The Paratroopers                                    | 1962 |                                    |
| Frontier Ahead                                      | 1963 |                                    |
| The Young Racers                                    | 1963 |                                    |
| The Secret Invasion                                 | 1964 |                                    |
| The She Beast                                       | 1965 |                                    |
| The Wild Angels                                     | 1966 |                                    |
| Devil's Angels                                      | 1966 |                                    |
| Barbarella                                          | 1968 |                                    |
| Wyścig śmierci 2000                                 | 1975 | także aktor                        |
| The Swinging Barmaids                               | 1975 |                                    |
| Hollywood Boulevard                                 | 1976 | tylko jako aktor                   |
| Eat My Dust!                                        | 1976 | także reżyser                      |
| Up from the Depths                                  | 1979 | także reżyser                      |
| Dr. Heckyl and Mr. Hype                             | 1979 |                                    |
| Smokey Bites the Dust                               | 1981 | także reżyser, aktor               |
| Eating Raoul                                        | 1982 | tylko aktor                        |
| Wizards of the Lost Kingdom II                      | 1989 | także reżyser                      |